# Тьюксбери, Уолтер
Джон Уо́лтер Бе́рдсли Тью́ксбери (англ. John Walter Beardsley Tewksbury; 21 марта 1876, Эшли, Пенсильвания — 24 апреля 1968, Тунханнок, Пенсильвания) — американский легкоатлет, двукратный чемпион и трёхкратный призёр летних Олимпийских игр 1900.

## Биография и достижения
Тьюксбери родился в Эшли, Пенсильвания. Учился в Пенсильванском университете на стоматолога. Бегая за университетскую сборную, стал победителем в чемпионатах Межколледжной ассоциации американских легкоатлетов-любителей в беге на 100 и 200 метров в 1898 и 1899 годах.
После окончания университета Тьюксбери принял участие в летних Олимпийских играх 1900 в Париже. Он соревновался в пяти видах соревнований и в каждом из них выиграл медаль.
Сначала 14 июля Тьюксбери соревновался в беге на 100 м. Он выиграл первый раунд и полуфинал, но в финале занял второе место, уступив своему соотечественнику Фрэнку Джарвису и получив серебряную медаль. В тот же день он начал соревнования в беге на 400 м с барьерами. Тьюксбери выиграл полуфинал, а на следующий день, 15 июля, выиграл финал, улучшив при этом Олимпийский рекорд на 3,4 секунды.
Также 15 июля он состязался в беге на 60 м. Он стал лучшим в полуфинале, но в заключительной гонке уступил Элвину Крэнцлайну.
16 июля Тьюксбери начал уже своё четвёртое соревнование, на этот раз в беге н 200 м с барьерами. Он занял второе место в полуфинале, уступив индийцу Норману Причарду, но прошёл в финальный забег, в котором занял третье место.
Его последнее состязание — бег на 200 м — прошло 22 июля. В полуфинальной гонке он стал вторым, уступив австралийцу Стэнли Роули, но в финале стал чемпионом с результатом 22,2 с.
После этих Игр Тьюксбери отошёл от спорта и открыл частную стоматологическую клинику в Тунханнок, Пенсильвания. Умер там же в возрасте 92 лет.
В 1996 году он был включён в Американский легкоатлетический зал славы.